# Joseph Ducos
Joseph Pierre Louis Édouard Ducos, né à Auch, dans le Gers le 14 octobre 1833 et mort à Châteauneuf-du-Pape, en Vaucluse le 21 juillet 1910, est un homme politique français.

## Biographie
Après des études à l'école polytechnique, il fait une courte carrière dans l'armée, en tant que chef de bataillon de génie. En 1877, il rachète le domaine viticole Château la Nerthe, à Châteauneuf-du-Pape.
Il met dès lors sa pugnacité et sa fortune au service d'un vignoble dévasté par le phylloxéra. En 1893, il fait replanter et greffer grenache, mourvèdre, counoise, vaccarèse, cinsault, syrah, les premiers des treize cépages. C'est sur son initiative que le nom de la commune est changé de Châteauneuf-Calcernier en Châteauneuf-du-Pape.
Le 3 septembre 1893 il est élu député pour la circonscription d'Orange, alors qu'il est déjà maire de Châteauneuf-du-Pape.